# Chaukhandi Stupa

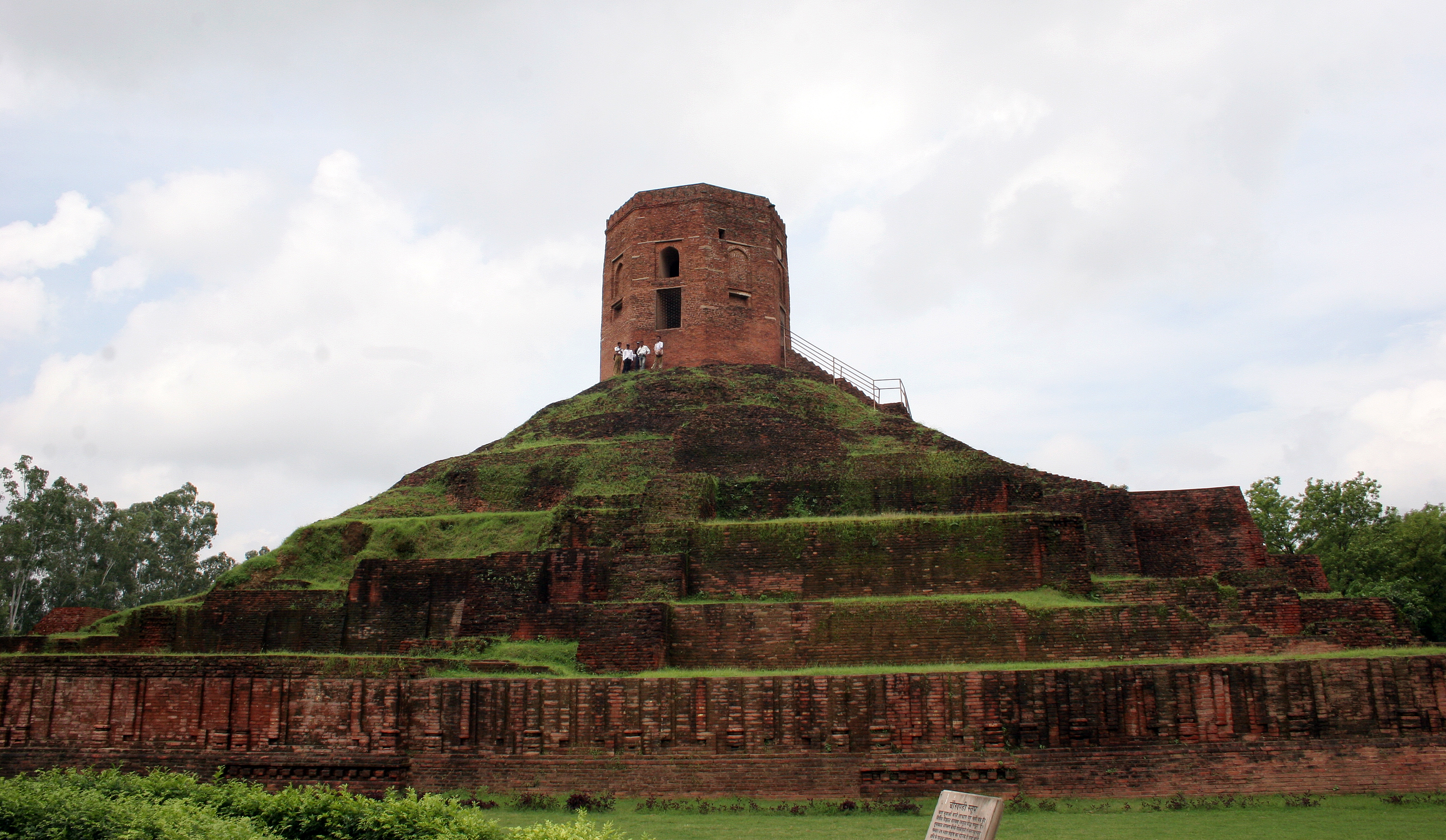
Chaukhandi Stupa

Chaukhandi Stupa är en viktig buddhistisk stupa i Sarnath cirka tretton kilometer utanför Varanasi i delstaten Uttar Pradesh i Indien.
Chaukhandi Stupa tros ursprungligen ha byggts som ett tempel med terrassformer under Guptarikets dagar, mellan 300-talet och 500-talet, för att markera den plats där Buddha på resa från Bodh Gaya till Sarnath skall ha mött sina första lärjungar. Senare modifierades stupan till sitt nuvarande utseende av Raja-son vid namn Govardhan. Han byggde det åttakantiga tornet till minne av ett besök av stormogulen Humajun.
Stupan vårdas numera av the Archaeological Survey of India.